# آیرو دیزانز پالسار
آیرو دیزانز پالسار (به انگلیسی: Aero_Designs_Pulsar) یک هواگرد ملخ‌پیشین تک‌موتوره از نوع هواپیمای فوق سبک ساخت شرکت Aero Designs و پالساراست. در مجموع، تعداد بیش از ۲۲۹ فروند از این هواگرد ساخته شده‌است.
طراح این هواگرد، مارک براون بود.